# Вяткин, Василий Козьмич
Василий Козьмич Вяткин (1735—1810) — русский военачальник, генерал-майор.

## Биография
Родился в 1735 году.
Дата поступления на военную службу неизвестна.
В период с 21.11.1799 по 19.01.1800 — шеф Великолуцкого мушкетерского полка.
Умер 6 июня 1810 года.

## Награды
- Награждён орденом Св. Георгия 4-й степени (№ 1522; 26 ноября 1803).
- Также награждён другими орденами Российской империи.